# Шипер, Игнаций
Игнацы (Ицхок) Шипер (идиш יצחק שיפּער‎, пол. Ignacy Schiper; 9 ноября 1884, Тарнов, Австро-Венгрия — 1943, концентрационный лагерь Майданек) — польский историк, юрист, ориенталист, один из основателей современной историографии о польских евреях и видный общественный деятель польского еврейства в период между двумя мировыми войнами, член Учредительного собрания II Польской Республики и депутат I Созыва Польского Сейма. Автор аналитической записки о нееврейском происхождении караимов.

## Биография
Игнацы Шипер родился в 1884 году в городе Тарнов в семье еврейского торговца. Изучал юриспруденцию в Кракове и Вене. Отказавшись от юридической карьеры, Игнацы Шипер стал заниматься историческими исследованиями. С молодости был вовлечён в социалистическую и сионистскую деятельность. В 1904 году Шипер был одним из основателей партии Поалей Цион. С 1919 по 1927 год был депутатом в Польском Сейме. Вместе с Майером Балабаном участвовал в создании Еврейского исторического института. Игнацы Шипер был также директором Еврейского академического дома в Варшаве. В 1922 году стал членом Сионистской организации в Польше и её Центрального комитета. Был одним из руководителей Всемирной сионистской организации.
После начала II Мировой войны был переселён в Варшавское гетто, где работал в архиве Юденрата. Когда в 1941 г. расовое бюро министерства внутренних дел нацистской Германии подняло вопрос о расовой принадлежности восточноевропейских караимов, германские ведомства обратились к трем ученым — Шиперу, М. Балабану и З. Калмановичу — с запросом о происхождении караимов. Все трое, хотя ранее отрицали это, чтобы спасти крымско-литовских караимов, на этот раз высказали мнение о якобы нееврейском происхождении караимов.  В 1942 году был отправлен в концентрационный лагерь Майданек, где умер от голода в 1943 году.

## Научная деятельность
Игнацы Шипер занимался изучением торговых и хозяйственных польско-еврейских отношений. По инициативе Игнация Шипера его ученик Эммануэль Рингельблюм стал собирать архив Варшавского гетто.

### Основные сочинения
- Anfänge des Kapitalismus bei den abendländischen Juden im früheren Mittelalter (bis zum Ausgang des 12. Jahrhunderts), 1907;
- HEIMKEHR. Essays jüdischer Denker; Hrsg. vom Jued.-Nat. Akad. Verein «Emunah» Czernowitz, 1912;
- Die galizische Judenschaft in den Jahren 1772—1848 in wirtschaftsstatistischer Bedeutung; In: Neue jüdische Monatshefte, 2 (1917/1918), Heft 9/10 (10. Februar 1918, стр. 223—233);
- Jidiše gešichte: Wirtšaftsgešichte; 1930;
- Studya nad stosunkami gospodarczymi żydów w Polsce podczas średniowiecza (Wirtschaftsgeschichte der Juden im mittelalterlichen Polen); 1911 (1926 übersetzt in Jiddisch als Di virtshafts-geshikhte fun di yidn in poyln beysn mitlalter);
- Dzieje handlu żydowskiego na ziemiach polskich (Geschichte des jüdischen Handels im polnischen Territorium), 1937;
- Der jüdische Kapitalismus; Sombart-Brentano-Kontroverse, Der Jude [1916-1928], 2 (1917/1918), Heft 1/2, стр. 130—137;
- Beiträge zur Geschichte der partiellen Judentage in Polen um die Wende des XVII. u. XVIII. Jahrhunderts bis zur Auflösung des jüdischen Parlamentarismus (1764); In: Monatsschrift für Geschichte und Wissenschaft des Judentums, 56 (1912/1912), Heft 6 (1912, S. 736—744); Heft 5 (1912, S. 602—611; Heft 4 (1912, S. 458—477)

## Источник
- The YIVO Encyclopedia Архивная копия от 1 апреля 2013 на Wayback Machine
- Magdalena Prokopowicz (red.) Żydzi polscy. Historie niezwykłe, Wydawnictwo Demart, Warszawa 2010, стр. 287—289.
- Szymon Rudnicki: Żydzi w parlamencie II Rzeczypospolitej. Warszawa: Wydawnictwo Sejmowe, 2004, стр. 411—419. ISBN 83-70596-39-8.